# Diabelski traktat
Diabelski traktat (ang. Tribulation Force: The Continuing Drama of Those Left Behind) – II tom bestsellerowej serii Powieść o czasach ostatecznych autorstwa Tima LaHaye’a i Jerry’ego B. Jenkinsa.

## Opis fabuły
Nicolae Carpathia, nowy Sekretarz Generalny ONZ, powołuje ogólnoświatowy rząd, a jego stolicę przenosi do nowo wybudowanego na terenie Iraku miasta, Nowego Babilonu. Wprowadza również światową unię monetarną i militarną, przejmując faktycznie władzę w skali globalnej. Nie cofa się przed wprowadzeniem nowej, ogólnoświatowej religii pokoju. Zręcznie manipulując, powołuje do godności papieskiej oddanego mu kardynała, pozostawionego na Ziemi, gdy wszyscy wierzący w Chrystusa ludzie z niej zniknęli. Prezydent Stanów Zjednoczonych zostaje zepchnięty do podziemia i organizuje opozycyjną partyzantkę. Atomowy atak na Londyn i Waszyngton rozpoczyna konflikt zbrojny pomiędzy przeciwnikami globalizacji a Antychrystem, którym okazuje się Carpathia.

## Główni bohaterowie
- Rayford Steele – pilot linii lotniczych Pan-Continental, członek Opozycji Ucisku
- Chloe Steele Williams – córka Rayforda, studentka na Uniwersytecie Stanford, sceptyczna wobec chrześcijaństwa, członkini Opozycji Ucisku, żona Bucka Williamsa
- Cameron "Buck" Williams – dziennikarz pisma "Global Weekly", przyjaciel Chaima Rosenzweiga, członek Opozycji Ucisku
- Bruce Barnes – asystent pastora w Kościele Nowej Nadziei (New Hope Village Church), przewodzi wspólnocie po Pochwyceniu, członek Opozycji Ucisku
- Chaim Rosenzweig – botanik, laureat Nagrody Nobla, odkrywca formuły, która zmieniła izraelskie pustkowia w kwitnące i żyzne tereny uprawne
- Steve Plank – wydawca "Global Weekly", szef Bucka, sekretarz prasowy Globalnej Wspólnoty
- Hattie Durham – stewardesa, asystentka i kochanka Nicolae Carpathii
- Nicolae Jetty Carpathia – Przywódca Globalnej Wspólnoty (Potentat), Antychryst
- Amanda (White) Steele – 40-kilkuletnia kobieta, która znała Irenę Steele, pochwyconą do nieba żonę Rayforda Steele'a; członkini Kościoła Nowej Nadziei (New Hope Village Church), druga żona Rayforda
- Doktor Tsion Ben-Judah – rabin i naukowiec, któremu izraelski rząd zlecił przestudiowanie proroctw dotyczących
- Peter Mathews – blisko 50-letni kardynał Cincinnati, głowa (Pontixef Maximus) nowej globalnej religii

## Miejsca wydarzeń
- Chicago
- Nowy Jork
- Nowy Babilon (Irak)